# Las Fraguas (Soria)
Las Fraguas es una localidad española del municipio de Golmayo, perteneciente a la provincia de Soria, en la comunidad autónoma de Castilla y León.

## Geografía
La entrada al pueblo se sitúa a 25 km de Soria capital y a 5 km de la carretera nacional N-122. Esta pequeña población de la comarca de Soria y del partido judicial de Soria está ubicada en el centro  de la provincia de Soria, al oeste de la capital, en los Altos de Zorraquín que coinciden con la divisoria de aguas entre las cuencas de los ríos Avión, Mazo e Izana ambos el valle del río Duero al sur de la sierra de Cabrejas y al norte de la sierra de Hinodejo.
Al este de la localidad nace el arroyo de la Nava que baña la ermita de la Virgen de Inodejo.

## Historia

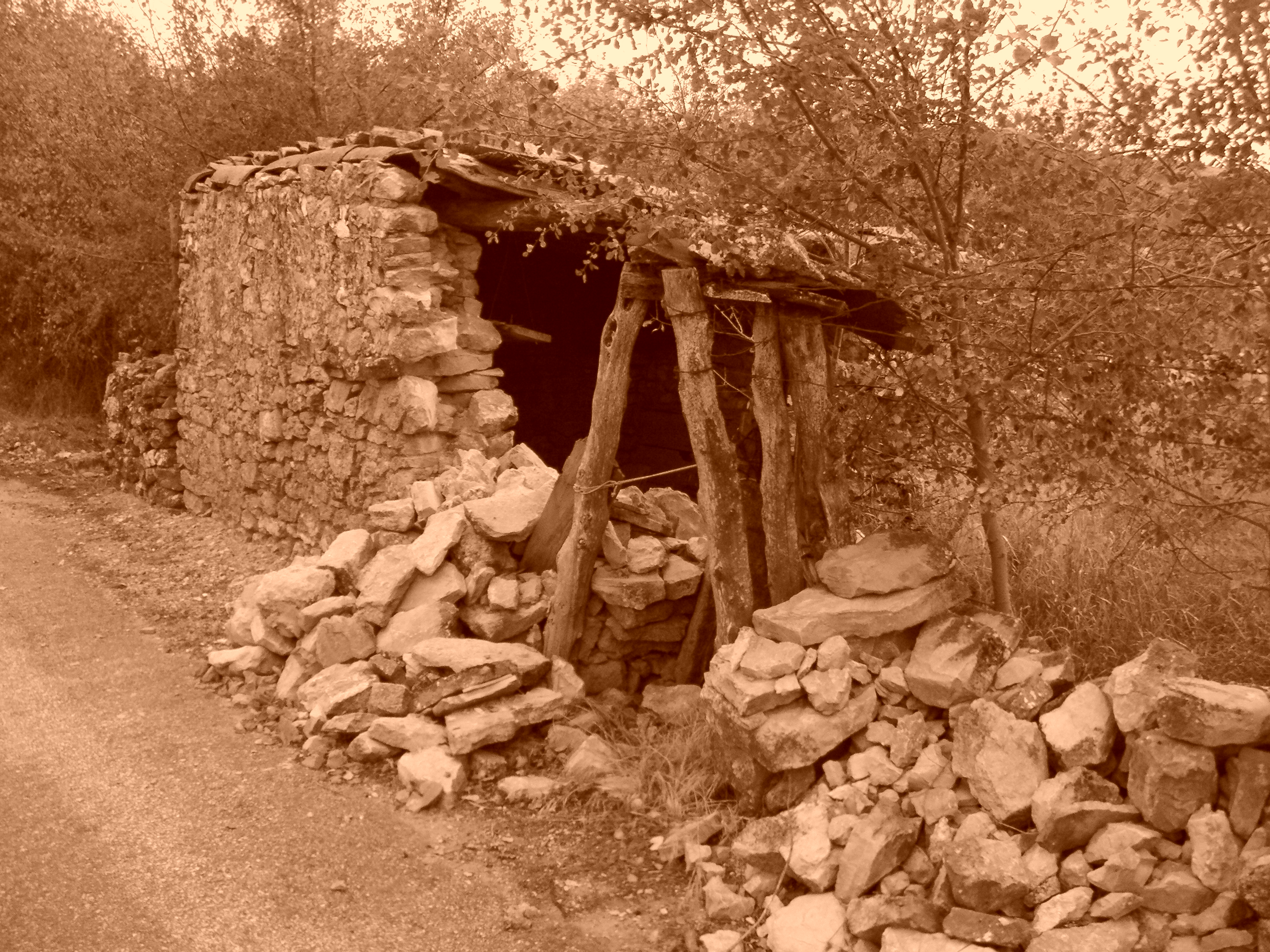
Típico cobertizo de piedra castellana para guardar aperos de labranza

El censo de Pecheros de 1528, en el que no se contaban eclesiásticos, hidalgos y nobles, registraba la existencia de 30 pecheros, es decir unidades familiares que pagaban impuestos.
A la caída del Antiguo Régimen la localidad se constituyó en municipio constitucional en la región de Castilla la Vieja, partido de Soria que en el censo de 1842 contaba con 56 hogares y 228 vecinos. A mediados del siglo XIX, el lugar tenía contabilizadas 50 casas. Aparece descrito en el octavo volumen del Diccionario geográfico-estadístico-histórico de España y sus posesiones de Ultramar de Pascual Madoz de la siguiente manera:

FRAGUAS (las): l. con ayunt. en la prov. y part. jud. de Soria (4 leg.), aud. terr. y c. g. de Burgos (20), dióc. de Osma (6). sit. al pie de la sierra de Hinodejo, libre á la influencia de los vientos, goza de clima sano, y no se conocen otras enfermedades especiales, que algunas erupciones cutáneas: tiene 50 casas, la de ayunt. en la que está la cárcel y escuela de instruccion primaria, á la que concurren 22 discípulos de ambos sexos, bajo la direccion de un maestro dotado con 400 rs.; 1 igl. parr. de primer ascenso (San Martin), servida por un cura y 1 sacristan; confina el térm. N. La Mallona; E. Nodalo; S. Villabuena, y O. Revilla y Monasterio; dentro de esta circunferencia se encuentran e! cas. y erm. de Ntra. Sra. de Hinodejo, y 2 fuentes de buenas aguas que proveen á las necesidades del vec.: el terreno participa de fuerte y pedregoso, comprende dos trozos de monte encinar: caminos, los locales, en buen estado: correo, se recibe y despacha en la adm. de Soria, por un cartero: prod.: trigo, cebada, avena, yeros, guijas, lentejas y patatas; se cria ganado lanar y vacuno: caza de liebres, perdices y conejos. ind.: la agrícola y la arriería, á la que se dedican algunos vecinos. comercio esportacion de lana, algun ganado y sobrante de frutos, é importacion de los art. que faltan. pobl.: 56 vec., 228 almas. cap. imp.: 60,489 rs. 6 mrs. presupuesto municipal, 1,500 reales, se cubre con los fondos de propios y arbitrios, y caso de déficit, por reparto vecinal.
(Madoz, 1847, p. 162)

El municipio de Las Fraguas desapareció el 24 de febrero de 1970, al integrarse en el de Golmayo. Contaba entonces con 38 hogares y 175 habitantes.

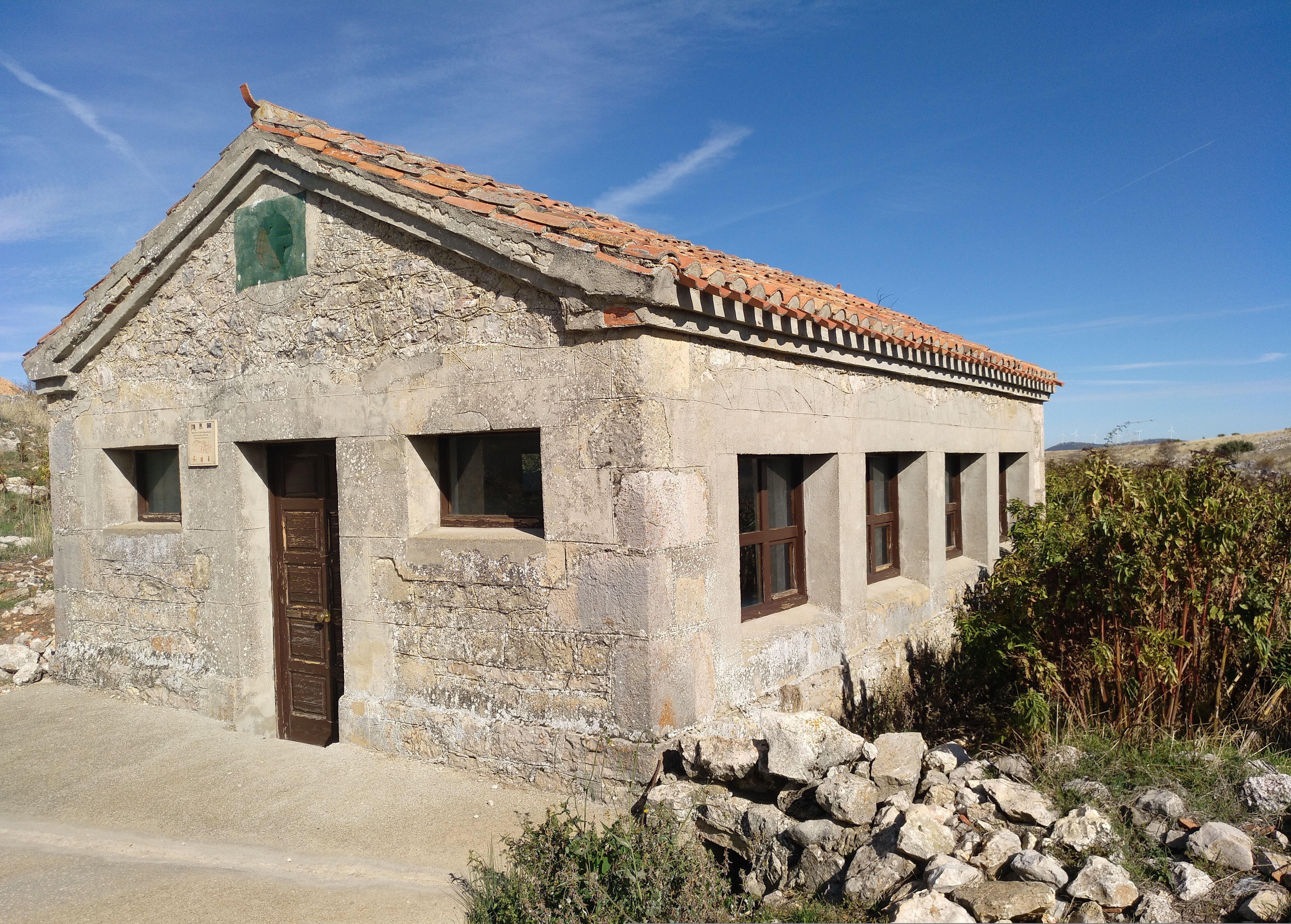
Lavadero de Las Fraguas tras la restauración llevada a cabo por la UE

El pueblo se ha visto sometido a varias reformas desde 2005 gracias al Fondo Europeo de Desarrollo Regional (FEDER). Las reformas incluyen la restauración y pavimentación de parte del pueblo, cabe destacar que esta pavimentación aún no se ha llevado a cabo completamente y se planea que en el 2019 se termine por completo en todo el pueblo.

## Demografía
| Gráfica de evolución demográfica de Las Fraguas entre 1842 y 1960 |
| |
| Población de derecho según los censos de población del INE Población de hecho según los censos de población del INEEntre el censo de 1970 y el anterior, este municipio desaparece porque se integra en el municipio 42095 (Golmayo) |

En el año 1981 contaba con 20 habitantes, concentrados en el núcleo principal, pasando a 14 en 2009, según el INE.
| Gráfica de evolución demográfica de Las Fraguas entre 2000 y 2017 |
|                                                                   |
| Población según el padrón municipal de 2010 del INE.              |

## Economía
Agricultura (trigo, cebada, centeno...), ganadería lanar y gran riqueza micológica (niscalo, hongo, trufa...). Energía eólica.

## Curiosidades
En un montículo próximo a la ermita de la Virgen de Inodejo, se encuentran las llamadas "Piedrecitas de la Virgen", que no son otra cosa que fósiles de equinodermos (Estrellas de mar, erizos de mar...) de la Era Terciaria.
Cabe la posibilidad de que este montículo, sea realmente un túmulo ibero, y que dichos fósiles no sean otra cosa que ofrendas al difunto o ajuar funerario.
La leyenda del pueblo habla de un pastor manco de la mano derecha que un día vio un extraño resplandor que salía de una encina y al acercarse descubrió que era la Madre de Dios. La Virgen le manda a buscar a su padre para hablar con él, a lo que el pastor accede, pero al llegar, el padre le recrimina haber dejado solas a las ovejas y ha de volver a por ellas, al volver la Virgen insiste en que busque a su padre, pero el pastor no quiere dejar las ovejas.
Mientras esto ocurría una oveja se apartó del rebaño, por lo cual el pastor se preparó para lanzarle una piedra para que volviese, a lo que la Virgen le indicó que tirará con la mano derecha, a lo cual el pastor responde que le falta dicha mano, pero la Virgen siguió insistiendo hasta que comprueba que la Virgen le había devuelto su mano. Tras esto el pastor fue corriendo a Las Fraguas para volver acompañado de una multitud de gente.
La Virgen expresó que quería una ermita, y las gentes de los pueblos competían entre sí para convencerla de que esta se construyese al lado de sus respectivos pueblos, a lo que la Virgen "fragueña" dijo que no,que no dejaba, y de ahí el nombre de "Inodejo" 1

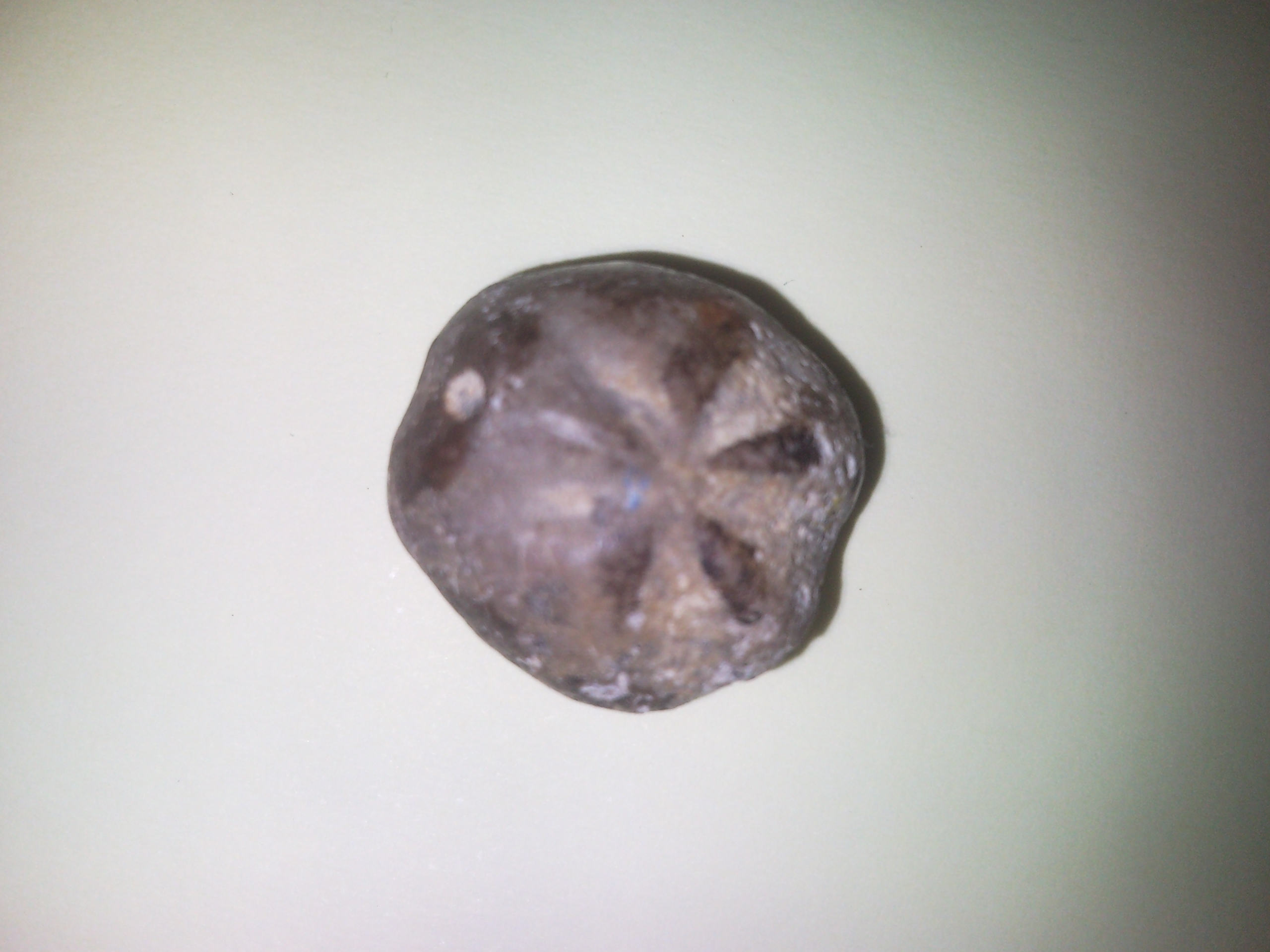
Fósil de equinodermo hallado en el término de Las Fraguas. Son las llamadas "Piedras de la Virgen".

## Medio ambiente

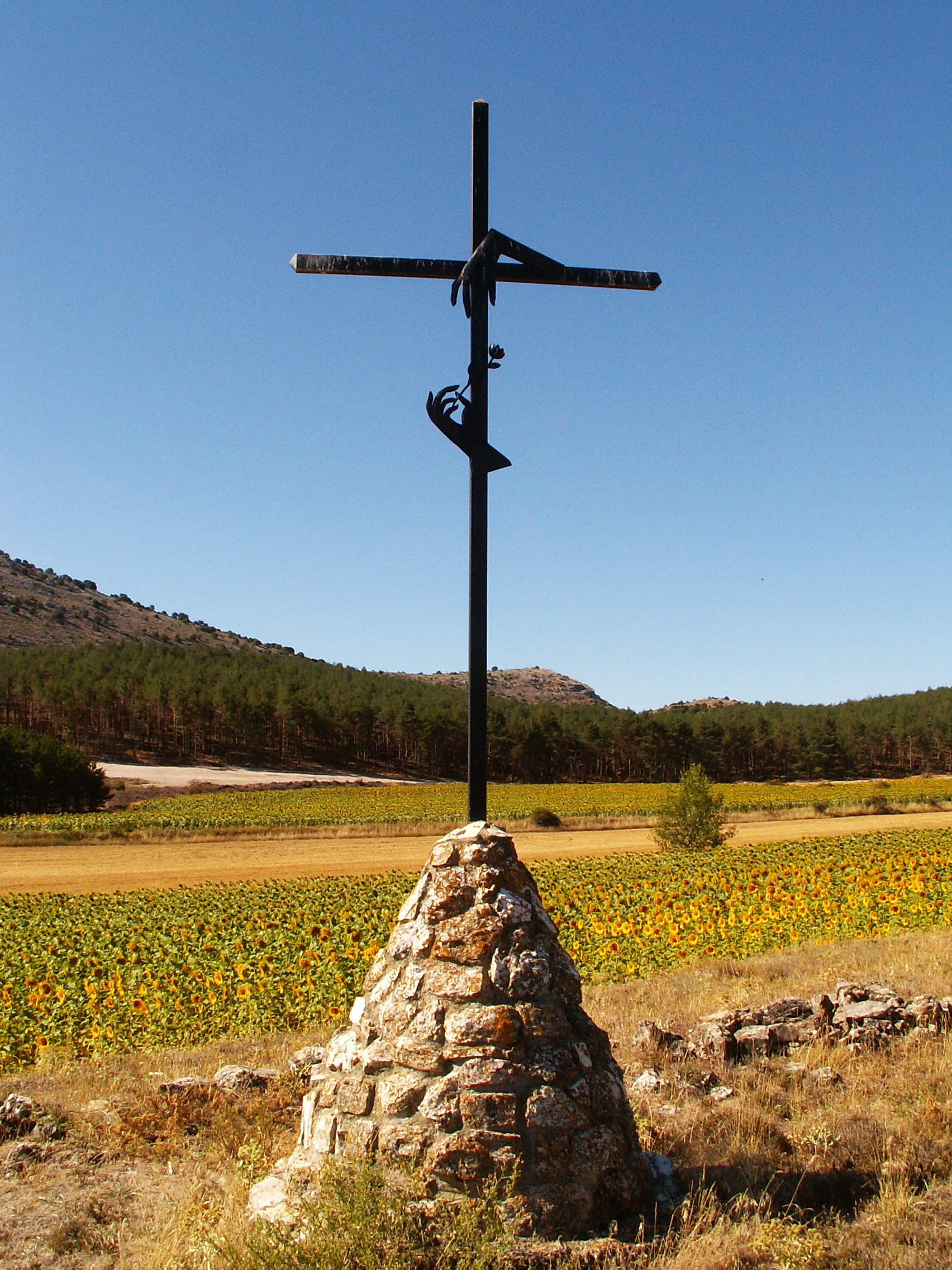
La quinta cruz del viacrucis que lleva al Santuario de la Virgen de Inodejo.

La fauna de Las Fraguas consta del jabalí, corzo, liebre, codorniz, perdiz, halcón, zorro,... y ocasionálmente, algún lobo. La flora está compuesta por la encina, la sabina, el roble, manzanilla, espliego, romero, tomillo... También podemos encontrar varios bosques de pinos, no endémicos de la zona, que fueron plantados por ICONA en la década de 1970. La trufa y gran variedad de setas y hongos también pueblan este municipio.

## Patrimonio
Se pueden encontrar monumentos de origen religioso, como las cruces del Viacrucis, que están situadas desde el centro del pueblo, hasta el santuario la Virgen de Inodejo, situado a 5 km. También, en el pueblo, se puede visitar la iglesia parroquial católica de San Martín Obispo.